# Pocisk z plasteliny
Pocisk z plasteliny (tytuł oryginalny: Plumbi prej plasteline) – albański  film fabularny z roku 1995 w reżyserii Petrita Ruki i Artana Minarolliego.

## Opis fabuły
Film przedstawia los dzieci, które są przez swoich rodziców za wszelką cenę wprowadzane w świat mediów. Jedno z dzieci pod wpływem takiej „promocji” zamyka się w sobie i popełnia samobójstwo. Film obciąża odpowiedzialnością za takie zachowania rodziców dziecka i akceptujące takie zachowania społeczeństwo.

## Obsada
- Ndriçim Xhepa jako ojciec
- Monika Lubonja jako matka
- Mehdi Malkaj
- Vivian Rama
- Tinka Kurti